# Eutichurus marquesae
Eutichurus marquesae là một loài nhện trong họ Miturgidae.
Loài này thuộc chi Eutichurus. Eutichurus marquesae được miêu tả năm 1994 bởi Bonaldo.